# Nebelspalter

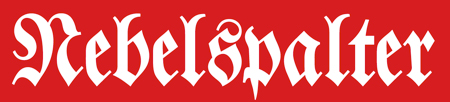
Logo de Nebelspalter.

Nebelspalter es una revista satírica suiza. La fundó Jean Nötzli en Zúrich en el año 1875 como un «semanario humorístico-político ilustrado». Desde finales de 1996 la tirada es mensual. Después del cierre de la revista inglesa Punch (1841–2002) Nebelspalter se convirtió la revista satírica más antigua del mundo.

## Auge

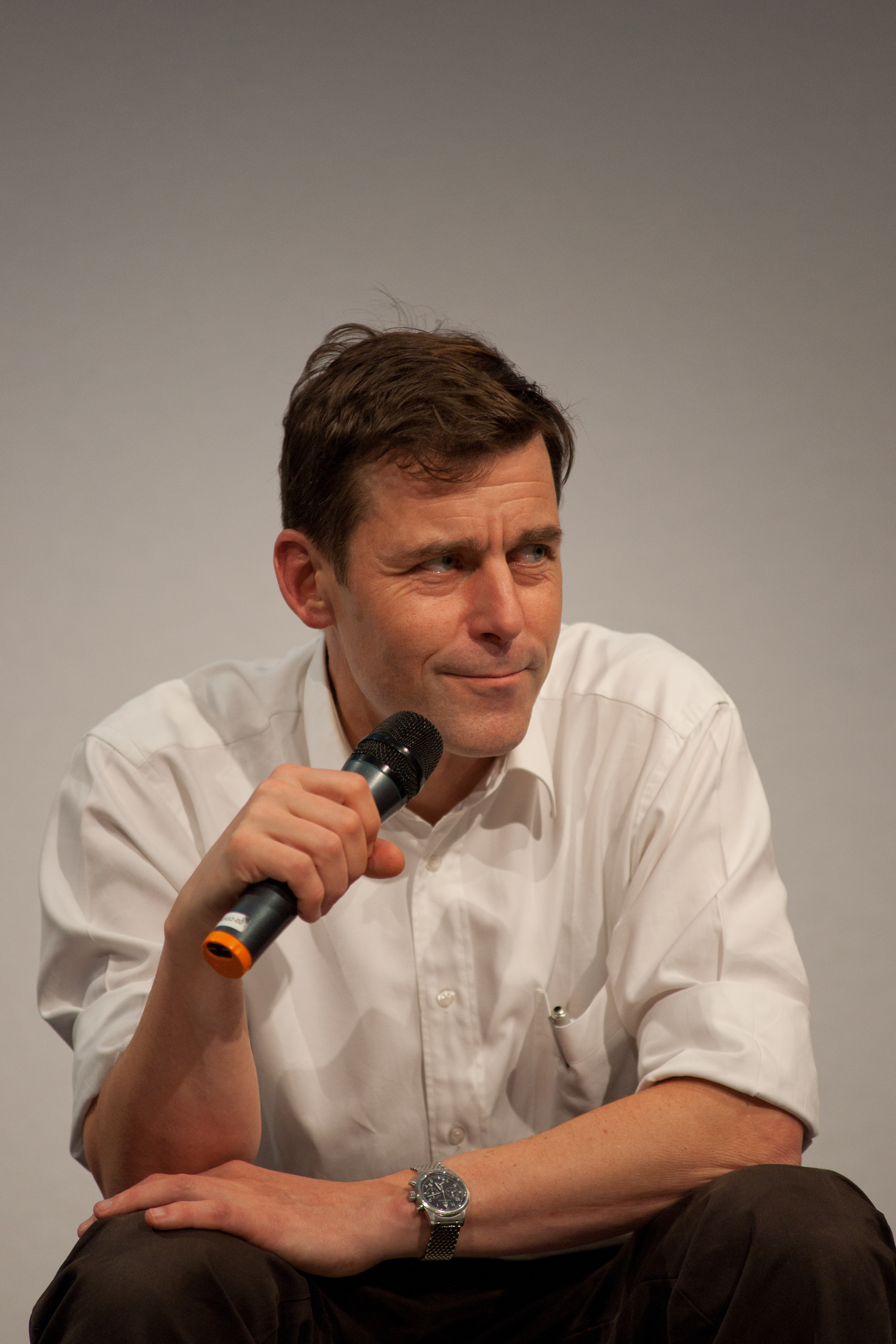
Peter Stamm trabajó en el Nebelspalter.

Disfrutó de su mejor época en las décadas de 1930 y 1940 con sus denuncias contra el nazismo y su aliado ideológico en Suiza, el frontismo. En el año 1993 el Reich alemán prohibió la publicación, mientras que con el tiempo la tirada de la publicación aumentaba: de 364 ejemplares que se editaban cuando se hizo cargo Ernst Löpfe de la publicación en 1922 hasta alcanzar una tirada de 30 000 en el año 1945. En su lucha contra los nazis la revista asumió el papel de punta de lanza de la defensa nacional espiritual, al igual que lo hizo contra el comunismo durante la Guerra Fría hasta la década de 1960.
Parte de su éxito se debía al que fue redactor jefe, Carl Böckli, con un talento doble como dibujante y redactor, en la tradición de Wilhelm Busch. Hasta la década de 1970 la tirada aumentó hasta los 70 000 ejemplares. Durante décadas se consideró al Nebelspalter como un medio satírico clave, forjador de talentos como René Gilsi, Jakob Nef, Fritz Behrendt, Nico Cadsky, Horst Haitzinger, César Keiser, Franz Hohler, Lorenz Keiser, Peter Stamm o Linard Bardill. El pintor Heinrich Danioth colaboró durante quince años como dibujante e ilustrador. Otro colaborador fue el poeta Albert Ehrismann, que público más de 1600 poemas en el trascurso de más de tres décadas.

## Crisis de la década de 1990
La rápida evolución de los medios de comunicación suizos durante el último tercio del siglo XX hacía imposible la viabilidad del Nebelspalter: las caricaturas, las columnas y otros elementos satíricos aparecían cada vez más en la prensa diaria y en los medios audiovisuales, lo que hizo que la publicación perdiera lectores y subscriptores. En la década de 1990, bajo la dirección de Iwan Raschle, se intentó cambiar el estilo para asemejarse a la revista Titanic, pero fue un fracaso. La tirada bajó de 34 000 a 17 000 ejemplares y la caída de los ingresos por publicidad agudizó la crisis. Se produjeron más cambios en la redacción y la editorial Friedrich Reinhardt, radicada en Basilea, adquirió la revista. Con una tirada de 8000 ejemplares, en abril de 1998 se anunció su cierre.

## Recuperación
Cuando se iba a llevar a cabo el cierre de la revista el editor turgoviano Thomas Engeli se hizo cargo de la publicación y consiguió invertir la situación. Desde entonces la revista cuenta con unos doscientos colaboradores regulares. Bajo la dirección de Marco Ratschiller se cambió el estilo de la revista revistiéndola de un barniz cultural y con las colaboraciones de importantes personajes de las letras y la sátira suiza como Andreas Thiel, Simon Enzler, Pedro Lenz, Gion Mathias Cavelty y Hans Suter. A inicios del año 2012 la tirada era de 21 000 ejemplares y según un estudio de mercado de MACH Basic cada una era leída por unas 229 000 personas. Se publican diez volúmenes anuales, los primeros viernes de cada mes salvo en enero y agosto.

## Editores
- Jean Nötzli (1875–1902)
- Johann Friedrich Boscovits (1902–1914)
- Jean Frey AG (1914–1921)
- Ernst Löpfe Benz AG (1921–1996)
- Friedrich Reinhardt (1996–1998)
- Engeli & Partner Verlag (desde 1998)